# Židovski trg, Maribor
Židovski trg najdemo nad Lentom v Mariboru. Obdajata ga sinagoga, Židovski stolp in ostale novejše stavbe. Židovsko četrt so postavili Judje, ko so se naselili v Mariboru okoli leta 1300. Tudi Židovski trg je del te četrti. Sinagoga, ki so jo prav tako postavili Judje, je bila središče verskega, kulturnega in duhovnega življenja. Židovski stolp pa je bil postavljen sredi 15. stoletja. Nekoč je tam domoval mestni stražmojster, sedaj pa je stolp namenjen fotoklubu. Sredi trga je kip iz petih železnih skulptur na betonskem podstavku. Imenovan je »pet organskih nevarnosti«, narejen je bil leta 2002, njegov avtor je Marijan Mirt.